# Крылов, Александр Иванович
Алекса́ндр Ива́нович Крыло́в (25 ноября 1918, д. Мордвино, Гжатский уезд, Смоленская губерния — 5 апреля 1999, Санкт-Петербург) — российский хоровой дирижёр, педагог, профессор Ленинградской (Санкт-Петербургской) консерватории. Заслуженный деятель искусств РСФСР (1979).

## Биография
Родился в деревне Мордвино Смоленской губернии, в отрочестве вместе с родителями перебрался в Ленинград (семья Александра Ивановича погибла в блокадном городе). В 1939 году окончил Музыкальное училище при Ленинградской консерватории по классу баяна.
В том же году был призван в армию, службу проходил в Краснознамённом ансамбле красноармейской песни и пляски СССР. Зимой 1940/41 годов в результате игры на морозе утратил подвижность левой руки и научился играть, используя только правую руку. Участник Великой Отечественной войны в составе красноармейского ансамбля 1-го Украинского фронта, автор воспоминаний об ансамбле выделил Крылова как «единственного в своем роде баяниста-художника: он играл Баха, Шопена, Скрябина».
После окончания войны поступил в Ленинградскую консерваторию на дирижёрско-хоровой факультет (окончил в 1952 году), а затем — в аспирантуру (1952—1955), учился у Н. В. Михайлова. В 1954—58 годах и с 1960 года работал в консерватории на кафедре хорового дирижирования, с 1979 года — доцент, через два года назначен и. о. профессора кафедры, а в 1985 году стал профессором. Занимался научной работой в области метроритмической пульсации в дирижировании, автор статьи о хорах П. И. Чайковского. В качестве педагога консерватории подготовил более 50 выпускников, ставших дирижёрами профессиональных и любительских хоров и оркестров в различных уголках страны.
Помимо учёбы и работы в консерватории в 1946—1961 годах играл на баяне в Оркестре народных инструментов Ленинградского радио имени В. В. Андреева.
В 1951 году организовал академический хор студентов Технологического института, которым руководил до конца жизни, а в 1957 году — аналогичный хор в Электротехническом институте (управлял до 1990 года). По словам самого Крылова, «студенты поразили меня горячностью, влюблённостью в музыкальные знания, и я почувствовал, что могу принести пользу этим людям». Состав обоих хоров в 1960-80-е годы включал более сотни человек, в репертуар входили произведения различных жанров и эпох — от духовной музыки эпохи Возрождения до спиричуэлов и советских песен. Оба хора становились победителями и призёрами всесоюзных и международных конкурсов и фестивалей. Хор ЛЭТИ завоёвывал награды на Межреспубликанском конкурсе студенческих хоров «Ювентус» в Каунасе (1972 — I премия за лучшее исполнение литовской песни, 1975 — 2 место, 1983 — специальный приз за лучшее исполнение современной хоровой музыки). Хор ЛТИ был объявлен лучшим на конкурсе «Ювентус» (1970, при этом А. И. Крылов был признан лучшим дирижёром конкурса), V международном хоровом фестивале имени Белы Бартока (1972, Венгрия), Международном конкурсе «Таллин-75» (Крылов получил приз за лучшую интерпретацию обязательного произведения для смешанного хора и дирижировал сводным хором участников конкурса), XI Международном фестивале академических хоров (1990, Чехия). Фирмой «Мелодия» были выпущены пластинки с записями обоих хоров под управлением А. И. Крылова: хора ЛЭТИ в 1978 году, а хора ЛТИ — тремя годами позже, кроме того, в 1988 году вышла совместная пластинка двух коллективов «Поют ленинградские хоры». В начале 1970-х годов о хоре Технологического института были выпущены две передачи на радио «Юность». За работу с хором Крылов был награждён званием Почётный профессор Технологического института.
А. И. Крылов признаётся значительным хоровым дирижёром и педагогом. Согласно воспоминаниям одного из хористов, «работая с хором, Александр Иванович выработал свою неповторимую манеру дирижирования <…>, когда исполнители понимали едва уловимые движения кисти руки и даже выражение взгляда для изображения тончайших нюансов музыкального произведения. Кропотливой работой на репетициях дирижёр добивался того, что сложнейшие музыкальные произведения певцы исполняли на память». Большое значение Крылов придавал работе над звуком, старался добиться бережного отношения к нему, избегая форсировки звучания. При этом важной целью работы с любительским коллективом Александр Иванович считал необходимость «научить хористов восхищаться музыкой, слушать её и, главное, — услышать в ней художественно-образное содержание, живой рассказ». При разучивании музыкального материала он нередко рассказывал биографии композиторов, цитировал литературную классику (например, «пели „Ночную тишину“ Шумана — читал им из тургеневской „Аси“ прекрасное описание ночного пейзажа»), знакомил с картинами великих художников. Кроме того, как отмечали многие хористы, Крылов воспитывал «не только любовь к музыке, но и любовь к человеку, уважение и внимание друг к другу, нетерпимость к фальши и равнодушию».
В 1969 году А. И. Крылов получил приглашение дирижировать сводным хором в Дрездене, работал главным хормейстером и дирижёром сводных студенческих хоров Ленинграда. В 1977 году участвовал в организации Всесоюзного конкурса любительских хоров. Являлся главой Президиума правления Ленинградского хорового общества, входил в правление Всероссийского хорового общества.
В 1998 году в Академической капелле Санкт-Петербурга прошёл юбилейный вечер А. И. Крылова.
Скончался 5 апреля 1999 года в Санкт-Петербурге. Похоронен на Серафимовском кладбище.
Столетний юбилей А. И. Крылова в ноябре 2018 года был отмечен концертом в Академической капелле Санкт-Петербурга с участием хоров Технологического института и ЛЭТИ, а также полуденным выстрелом со стены Нарышкина бастиона Петропавловской крепости.

## Семья
Супруга — Крылова (Шушпанова) Ирина Сергеевна (1927—2005) — педагог по хоровому дирижированию в Музыкальном училище № 3 (ныне Санкт-Петербургское музыкально-педагогическое училище) и хормейстер в хоре Технологического института.

## Награды и звания
- Орден Красной Звезды
- Орден Отечественной войны II степени
- Медаль «За отвагу»
- Почётный член ВХО
- Заслуженный деятель искусств РСФСР (1979)

## Сочинения
- Крылов, А. О хорах а капелла Чайковского // Хоровое искусство. — Л. : Музыка, 1967—1977. Вып. 3 / ред. О. П. Коловский [и др.]. — Л. : Музыка, 1977

- Крылов, А. Николай Васильевич Михайлов // Деятели хорового искусства Санкт-Петербургской консерватории / Санкт-Петербургская Государственная Консерватория им. Н. А. Римского-Корсакова. Кафедра хорового дирижирования.— СПб., 1993.— С. 103—136

- Крылов, А. О творческом пути студенческих хоров Технологического и Электротехнического институтов СПб. 1998.